# Bergkullsterräng

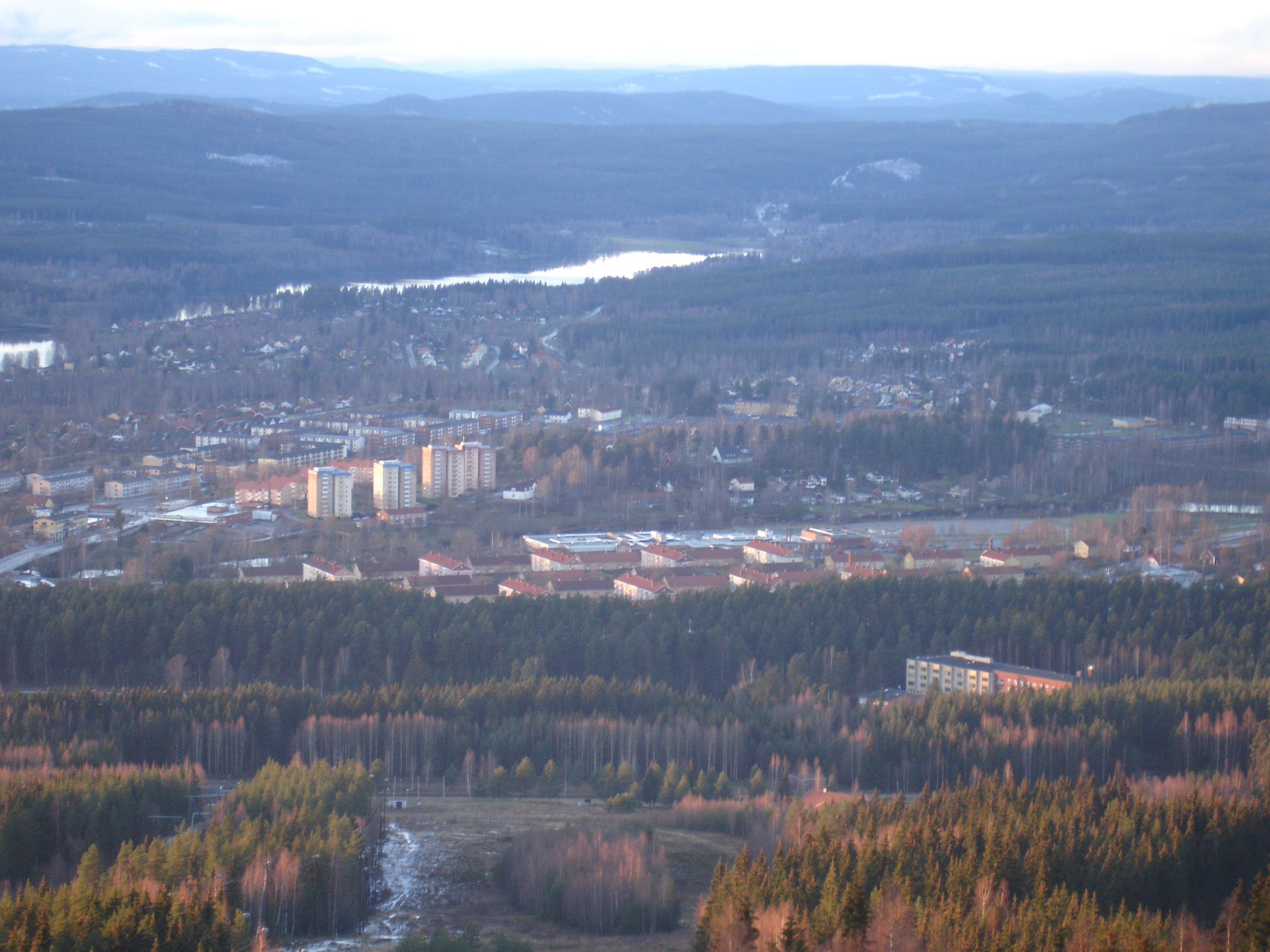
Bergkullsterräng i Hagfors, Värmland.

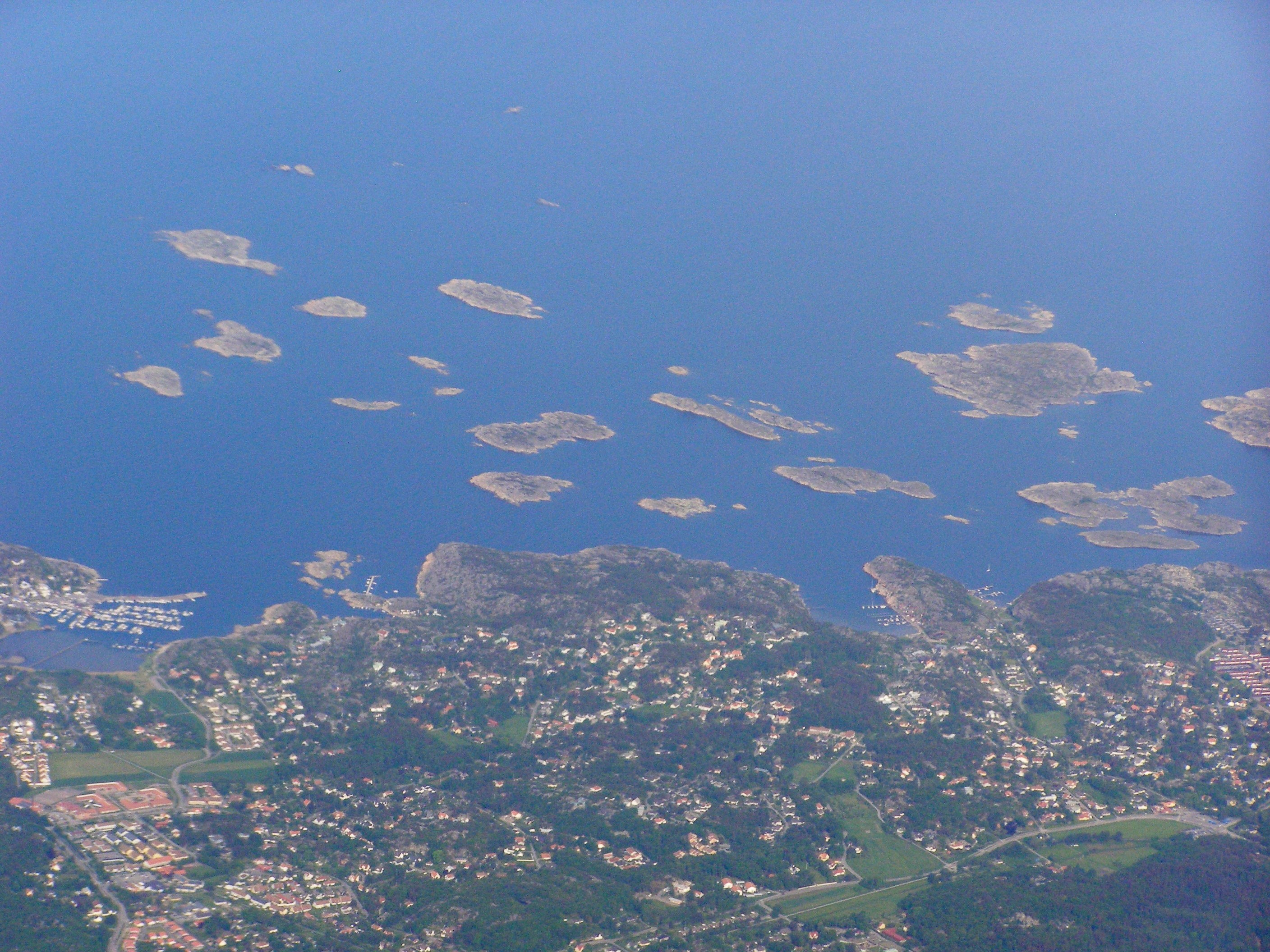
Bergkullsterräng vid havet i Billdal, norra Halland.

Bergkullsterräng är en relieftyp, vanligt förekommande i Sverige. Bergkullsterräng finns i Skåne, Halland, Värmland, Dalarna samt i sydöstra Norrland. Terrängtypen bildas genom långdragen djupvittring av berggrunden samt erosion av vittringsprodukterna. I fallet vittringen verkar under kortare period bildas sprickdalslandskap i stället.
Det har fastställts att bergkullsterrängen i södra Sverige bildades under kritaperioden och bergkullsterrängen från Värmland norrut är troligtvis bildad under samma period.
Bergkullsterräng har karterats olika av olika geografer. Sten Rudberg kallade för bergkullsterräng 1960 och 1970 ett område runt Höga kusten som Sten De Geer hade kartlagt 1926 som rutplatåland. Samma område delades i Karna Lidmar-Bergströms arbeten på 1990-talet i två: ett storskaligt sprickdalslandskap och en mer egentlig bergkullsterräng.